# Годлин, Михаил Михайлович
Годлин Михаил Михайлович (14 (26) ноября 1886, Новозыбков — 5 сентября 1973, Киев) — советский почвовед.

## Биография
Родился 14 (26 ноября) 1886 года в городе Новозыбкове Черниговской губернии (ныне Брянской области России). В 1914 году окончил сельскохозяйственное отделение Киевского политехнического института. С 1930 года — профессор Киевского сельскохозяйственного института.
Умер 5 сентября 1973 года. Похоронен в Киеве на Городском кладбище «Берковцы» (участок № 62). Приказом Управления охраны памятников истории, культуры и исторической среды № 53 от 4 ноября 1998 года могила является объектом культурного наследия Подольского района в городе Киеве.

## Научная деятельность
Создал новые методы определения механического, микроагрегатного и агрегатно-дисперсного состава почвы, кислотности почвы и её солонцеватости; разработал классификацию почв по их механическим и микроагрегатным составам. Предложил показатели, характеризующие способность различных почв к оструктуриванию.

## Награды
Лауреат премии имени В.  В.  Докучаева 1-й степени (за работу «Почвы УССР»; Киев-Харьков, 1951, совместно с другими авторами). Награжден двумя орденами Ленина.